# Jenny Agutter
Jennifer Ann „Jenny“ Agutter (* 20. prosince 1952 Taunton, Anglie) je britská herečka.
Svoji hereckou kariéru zahájila ve 12 letech. Ve druhé polovině 60. let si zahrála v britském televizním seriálu The Railway Children a tutéž roli si zopakovala v roce 1970 ve stejnojmenném filmu. Dále hrála například ve snímcích Walkabout (1971), The Snow Goose (1972; za výkon v roli Frith získala cenu Emmy pro nejlepší herečku ve vedlejší roli v minisérii nebo filmu), Loganův útěk (1976), Equus (1977; za výkon v roli Jill Masonové získala cenu BAFTA pro nejlepší herečku ve vedlejší roli), Muž se železnou maskou (1977), Americký vlkodlak v Londýně (1981), Dětská hra 2 (1990), Irina Palm (2007), Avengers (2012) a Captain America: Návrat prvního Avengera (2014). Objevila se také v seriálech Červený trpaslík, Hercule Poirot či Vraždy v Midsomeru.